# 京極高鋭

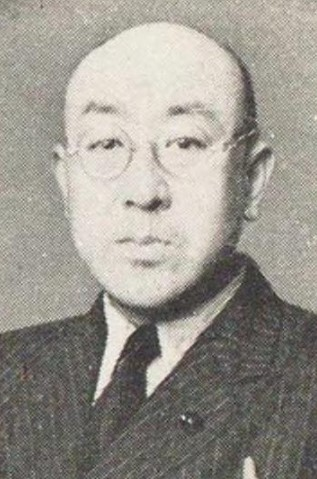
京極高鋭

京極 高鋭（きょうごく たかとし、明治33年（1900年）12月15日 - 昭和49年（1974年）12月7日）は、昭和時代の華族、音楽評論家。男爵加藤照麿（旧出石藩士）の五男。兄に加藤成之、浜尾四郎。弟に古川緑波、増田七郎がいる。京極子爵家（旧峰山藩主家）当主京極高頼の婿養子となる。

## 経歴
東京出身。初名は加藤鋭五。幼少の頃は迪宮（昭和天皇）のお相手を務めた。学習院に入学し、部活動では吹奏楽、また声楽の勉強に熱中した。東京帝国大学経済学部を卒業する。大正15年（1926年）に東京日日新聞の記者となり、昭和7年（1932年）に読売新聞へ移籍する。また、昭和6年（1931年）頃より音楽ジャーナリストして音楽雑誌に執筆を行う。昭和9年（1934年）、京極子爵家の典子の夫として婿養子になる。昭和12年（1937年）、読売新聞を退職して内閣情報部嘱託になり、「愛国行進曲」の選定に携わった。昭和14年（1939年）7月10日に貴族院議員となる（1947年5月2日まで、研究会所属）。昭和15年（1940年）5月4日に高鋭と改名した。貴族院議員時代には情報局委員、日本音楽文化協会顧問ならびに国際音楽専門委員を務めた。戦後は外務省調査委員、NHK理事、相模女子大学教授などを歴任した。ほかにも日本オリンピック委員会委員も務めた。昭和49年（1974年）に73歳で没した。実子はなく、豊岡京極家から高幸（京極高光の五男）を養子としている。墓所は京丹後市常立寺。

## 伝記
- 古川隆久『戦争と音楽―京極高鋭、動員と和解の昭和史』中央公論新社〈中公選書〉、2025年